# Extreme Rules (2014)
Extreme Rules (2014) là một sự kiện pay-per-view đấu vật chuyên nghiệp và sự kiện WWE Network tổ chức bởi WWE diễn ra ngày 4 tháng 5 năm 2014 tại Izod Center ở East Rutherford, New Jersey. Đây là sự kiện thứ sáu của Extreme Rules.
Trong sự kiện có 8 trận đấu diễn ra. Trong sự kiện chính, Daniel Bryan bảo vệ thành công đai WWE World Heavyweight Championship trước Kane. Ngoài ra, The Shield (Dean Ambrose, Seth Rollins và Roman Reigns) vượt qua nhóm mới tái hợp Evolution (Triple H, Randy Orton và Batista) trong trận đồng đội 6 người.
Sự kiện nhận được 108.000 lượt mua (trừ lượt xem ở WWE Network), giảm hơn so với năm ngoái là 231.000 lượt mua.

## Kết quả
| #                                                                                     | Kết quả | Thể loại                                                         | Thời gian |
| ------------------------------------------------------------------------------------- | --- | ---------------------------------------------------------------- | --------- |
| 1P                                                                                    | El Torito (cùng với Diego và Fernando) đánh bại Hornswoggle (cùng với Drew McIntyre, Heath Slater và Jinder Mahal) | WeeLC match                                                      | 10:55     |
| 2                                                                                     | Cesaro (cùng với Paul Heyman) đánh bại Rob Van Dam và Jack Swagger (cùng với Zeb Colter)                           | Triple threat elimination match                                  | 12:34     |
| 3                                                                                     | Alexander Rusev (cùng với Lana) đánh bại R-Truth and Xavier Woods by submission                                    | Handicap match                                                   | 2:53      |
| 4                                                                                     | Bad News Barrett đánh bại Big E (c)                                                                                | Đấu đơn tranh đai WWE Intercontinental Championship              | 7:55      |
| 5                                                                                     | The Shield (Dean Ambrose, Seth Rollins, and Roman Reigns) đánh bại Evolution (Batista, Randy Orton và Triple H)    | Six-man tag team match                                           | 19:52     |
| 6                                                                                     | Bray Wyatt (cùng với Erick Rowan và Luke Harper) đánh bại John Cena                                                | Steel Cage match                                                 | 21:12     |
| 7                                                                                     | Paige (c) đánh bại Tamina Snuka by submission                                                                      | Đấu đơn tranh đai WWE Divas Championship                         | 6:18      |
| 8                                                                                     | Daniel Bryan (c) đánh bại Kane                                                                                     | Extreme Rules match tranh đai WWE World Heavyweight Championship | 22:27     |
| - (c) – chỉ người vô địch bước vào trận đấu - P – chỉ trận đấu diễn ra trong pre-show | |                                                                  |           |

### Triple Threat Eliminations
| Thứ tự loại | Đô vật       | Bị loại bởi | Đòn loại                                | Thời gian |
| ----------- | ------------ | ----------- | --------------------------------------- | --------- |
| 1           | Jack Swagger | Rob Van Dam | Pinned sau Five Star Frog Splash        | 06:25     |
| 2           | Rob Van Dam  | Cesaro      | Pinned sau Neutralizer onto a Trash can | 12:34     |
| 3           | Cesaro       | Thắng cuộc  | Thắng cuộc                              | 12:34     |

## Nhân sự trên màn ảnh khác
| Bình luận viên - Jerry "The King" Lawler - Michael Cole - John Bradshaw Layfield - Marcelo Rodriguez (tiếng Tây Ban Nha) - Carlos Cabrera (tiếng Tây Ban Nha) - Ricardo Rodriguez (tiếng Tây Ban Nha) Bàn Pre-Show - Josh Mathews - Alex Riley - Booker T - Sheamus | Người phỏng vấn - Byron Saxton - Renee Young Ring announcer - Lilian Garcia - Justin Roberts Trọng tài - Rod Zapata - Marc Harris - Jason Ayers - John Cone |